# Francon de Cologne
Francon de Cologne (entre 1210 et 1270) est un théoricien de la musique. Il est avec Jean de Garlande un des principaux théoriciens de la musique de l'ars antiqua. Ils introduisirent le système de notation mesurée à partir de la forme graphique des notes, la notation franconienne, qui inaugure une nouvelle époque dans l'histoire de la notation musicale. 
Il est l'auteur vers 1260 d'un traité théorique de musique, l'Ars cantus mensurabilis, qui codifia la situation passé et apportait de nouvelles règles. Son système a été utilisé jusqu'au XVIe siècle.
Les musicologues sont divisés quant à l'existence d'un seul ou de deux personnages différents sous les noms de « Francon de Cologne » et « Francon de Paris », auteur d'un traité dont l'incipit est Gaudent brevitate moderni. Les sources pour l'identification sont essentiellement les témoignages de Jacques de Liège dans son Speculum musicæ, livre III. Les études portant sur le XIIIe siècle montrent un rapport étroit entre les universités de Paris et de Cologne, ce qui renforcerait l'hypothèse de l'identité des deux Francon. 
On ne connaît qu'un motet de Francon, intitulé Homo miserabilis, brumans est mors[réf. nécessaire]. Quant au bref traité Compendium de musica connu dans un seul manuscrit, son authenticité est douteuse.

## Manuscrits
- Paris, Londres, Oxford, Milan

## Éditions
- Edmond de Coussemaker, Scriptores de musica medii aevi, t. 1, Paris 1866, p. 117-136 et 154-156 et, pour Francon de Paris, p. 292-296, 303-327 et 383-403.
- Francon de Cologne, Ars cantus mensurabilis, édition et traduction par Jean-Philippe Navarre, collection AMICVS, Paris, Cerf, 1997  (ISBN 2-204-05504-2)